# Dave King (Rocksänger)

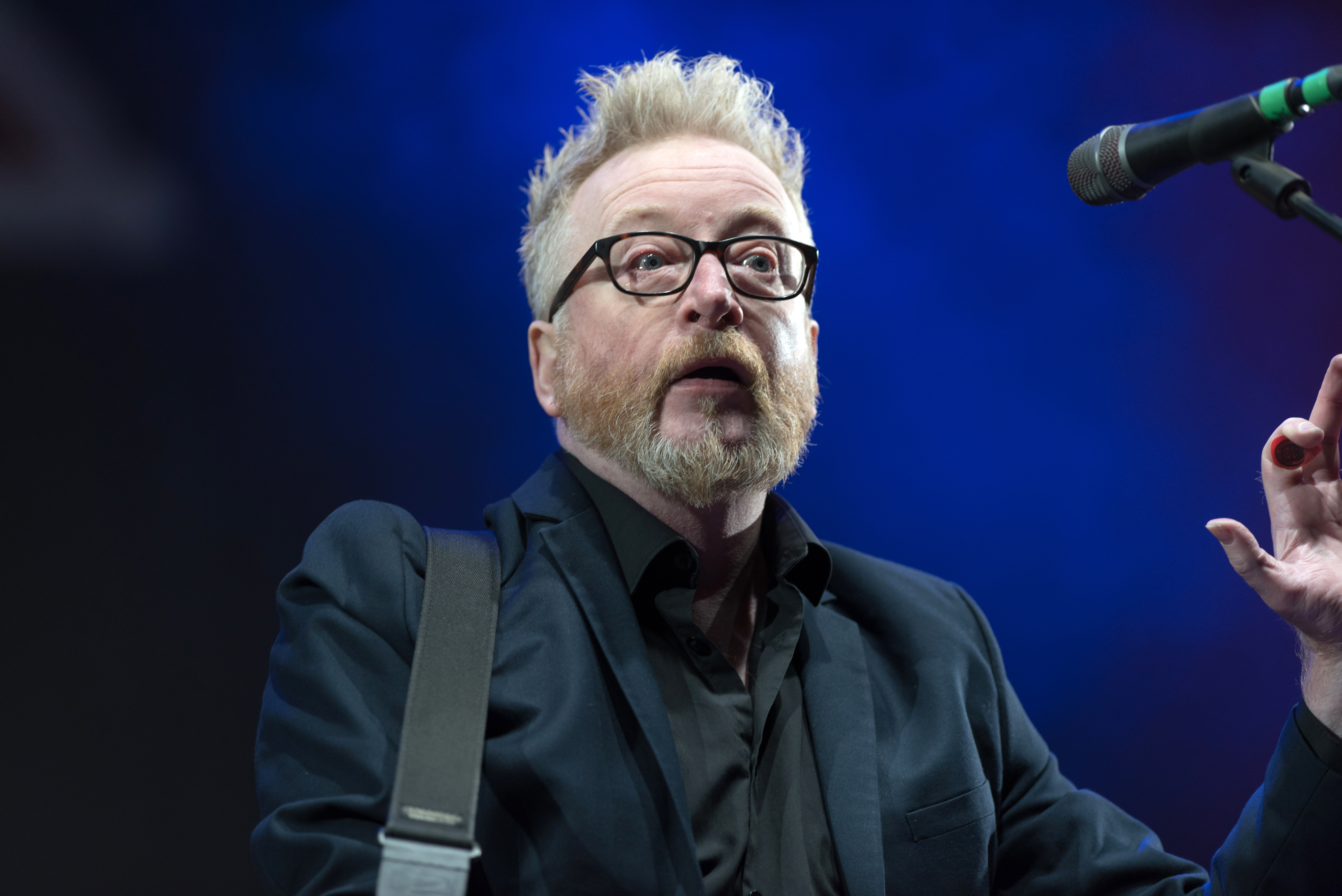
Dave King beim Reload Festival 2018

Dave King (* 11. Dezember 1961 in Dublin, Irland) ist Leadsänger der Band Flogging Molly.

## Karriere
Bevor Dave King Europa verließ, nahm er mit seiner ersten Band Fastway vier Alben auf. Später in den USA nahm er ein weiteres Album mit der experimentellen Rockgruppe Katmandu auf, bevor er etwa 1997 musikalisch zu seinen irischen Wurzeln zurückkehrte und Flogging Molly gründete. King schreibt auch Songs und Texte.

## Privatleben
King lebt in Los Angeles und hat einen Sohn (* 1985). Er ist seit 2008 mit Bridget Regan, einem Bandmitglied von Flogging Molly, verheiratet.
Am 5. Februar 2025 gab die Band auf Facebook bekannt, dass Dave King mit ernsthaften gesundheitlichen Problemen zu kämpfen hat und Flogging Molly 2025 keine Auftritte bestreiten kann.